# Казка на ніч
Казка на ніч - це традиційна форма оповіді, коли дитині розповідають історію на ніч, щоб підготувати її до сну. Казка на ніч здавна вважається "певним інститутом у багатьох сім'ях".

## Історія
Термін "казка на ніч" (англ. "bedtime story") був введений Луїзою Чендлер Моултон у її книзі "Казки на ніч" 1873 року. "Ритуал читання дорослим вголос дитині перед сном сформувався переважно в другій половині ХІХ століття і набув популярності на початку ХХ століття разом зі зростаючою вірою в те, що заспокійливі ритуали необхідні дітям наприкінці дня. Практика читання казок на ніч сприяла зростанню індустрії книжок з картинками, а також, можливо, сприяла практиці ізольованого сну для дітей.

## Західна культура
У західній культурі багато батьків читають дітям казки на ніч, щоб допомогти їм заснути. Серед інших переваг цього ритуалу вважається, що він зміцнює стосунки між батьками та дітьми. Тип казок і час, коли їх читають, можуть відрізнятися в різних культурах.
Казки на ніч можна використовувати для виховання у дітей абстрактних чеснот, таких як співчуття, альтруїзм і самоконтроль, а також емпатії, допомагаючи дітям уявити почуття інших людей. Казки можна використовувати для обговорення темних тем, таких як смерть і нетерпимість.

### Європа
Величезна кількість казок на ніч, які зараз відомі в усьому світі, виникли в Європі. Європейська культура казок на ніч частково натхненна байками Езопа та грецькими байками.

### Байки Езопа
Байки Езопа - це збірка байок, написаних грецьким оповідачем на ім'я Езоп, який почерпнув їх з усних традицій грецького народу. Байки були зібрані та упорядковані після його смерті і перекладені багатьма сучасними мовами. У цих байках фігурують різні персонажі-тварини, які дають моральний урок або містять велику мудрість для розуміння молодими умами. Серед багатьох байок є такі,
- Мураха і коник
- Хлопчик, який кричав вовк
- Півень, пес і лисиця
- Собака і його відображення

Ці байки можна використовувати для навчання дітей етичним і моральним цінностям. Ці байки можна читати як казки на ніч.

## Наукові дослідження
Регулярне читання казок перед сном може покращити розвиток мозку дитини, засвоєння мови та навички вирішення проблем. Відносини оповідач-слухач створюють емоційний зв'язок між батьками та дитиною. Завдяки "силі інстинкту наслідування" дитини, батьки та історії, які вони розповідають, виступають взірцем для наслідування для дитини. Читання казок на ніч збільшує словниковий запас дітей .